# Khâm Châu
Khâm Châu (giản thể: 钦州市; phồn thể: 欽州市; bính âm: Qīnzhōu Shì) là một địa cấp thị thuộc Khu tự trị dân tộc Tráng Quảng Tây, Trung Quốc. Khâm Châu nằm bên vịnh Bắc Bộ. Khâm Châu có diện tích 10.820.85 km², dân số năm 2020 là 3.302.238 người, mật độ dân số đạt 310 người/km². Có 1.400.134 người sống trong khu vực nội thành gồm 2 quận Khâm Bắc và Khâm Nam. Trước năm 1965, Khâm Châu thuộc tỉnh Quảng Đông.

## Địa lý
Khâm Châu nằm ở phía nam Quảng Tây, trên vùng bờ biển thuộc vịnh Bắc Bộ. Phía bắc tiếp giáp với địa cấp thị Nam Ninh, phía tây tiếp giáp Phòng Thành Cảng, phía đông tiếp giáp Ngọc Lâm, phía đông bắc tiếp giáp Quý Cảng, phía đông nam giáp Bắc Hải. Khâm Châu nằm trong khoảng từ 20°54′ tới 22°41′ vĩ bắc, 107°27′ tới 109°56′ kinh đông, có đường bờ biển dài 311,44 km. Phía đông bắc và tây bắc có 2 dãy núi là Lục Vạn Đại Sơn và Thập Vạn Đại Sơn, với độ cao đều trên 1.000 m. Là hải cảng chủ yếu phục vụ cho xuất khẩu cho vùng duyên hải tây nam Trung Quốc.

## Phân chia hành chính
Về mặt hành chính, địa cấp thị Khâm Châu được chia thành 4 đơn vị hành chính cấp huyện gồm 2 quận và 2 huyện.
- Quận Khâm Nam (钦南区)
- Quận Khâm Bắc (钦北区)
- Huyện Linh Sơn (灵山县)
- Huyện Phố Bắc (浦北县)